# 西富恩特斯 (古巴)

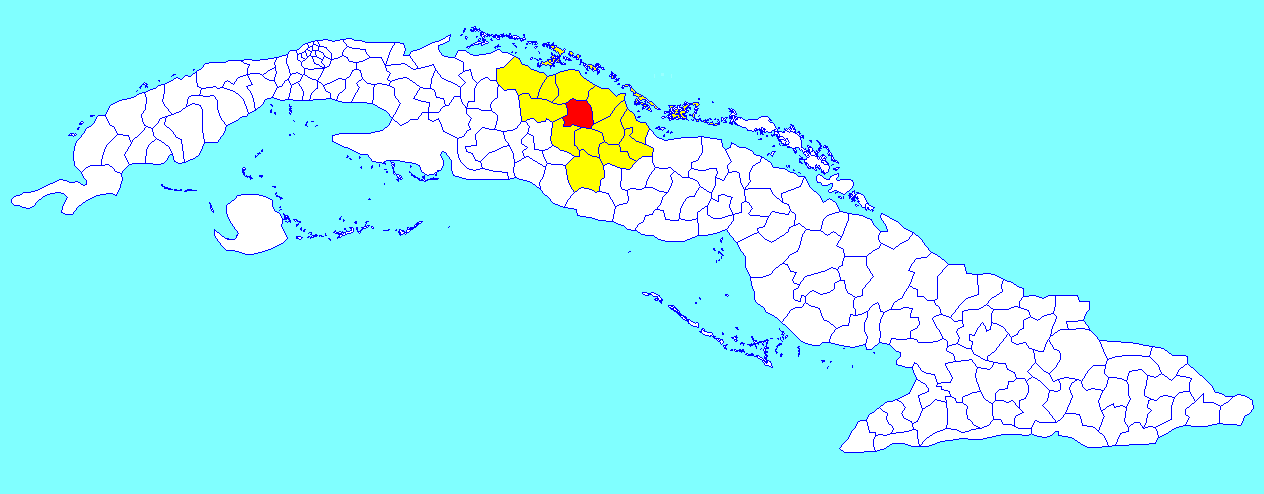

西富恩特斯（西班牙語：Cifuentes），是古巴的城鎮，位於該國中部，由比亞克拉拉省負責管轄，始建於1819年，面積512平方公里，海拔高度65米，2004年人口28,850，人口密度每平方公里56人。
22°37′15″N 80°3′58″W / 22.62083°N 80.06611°W